# Valentin Deliminkov
Valentin Deliminkov (in bulgaro Валентин Делиминков?; Burgas, 23 settembre 1957) è un ex calciatore bulgaro, di ruolo difensore.

## Carriera

### Club
Durante la sua carriera, durata dal 1975 al 1987 ha giocato solo con il Černomorec Burgas.

### Nazionale
Conta 5 presenze con la nazionale bulgara.